# JMA Wireless Dome
El JMA Wireless Dome, históricamente Carrier Dome, es un pabellón multiusos situado en Syracuse, Estados Unidos. Inaugurado en 1980, es la sede de los equipos de fútbol americano, baloncesto y lacrosse de la Universidad de Siracusa desde entonces.

## Historia
A finales de los años 70, la universidad de Siracusa se vio presionada para mejorar sus instalaciones de fútbol americano si quería continuar en la Division I-A. Su anterior estadio, el Archbold Stadium, tenía ya 70 años de antigüedad, y su capacidad había sido recortada de 40 000 a 26 000 por motivos de seguridad antincendios. Así que decidireon construir en los mismos terrenos un estadio de cúpula inflable, lo que hizo que durante la temporada de 1979 tuvieran que disputar sus partidos como local en otras tres instalaciones de la ciudad.
Fue inaugurado el 20 de septiembre de 1980, aunque el primer partido oficial no se disputó hasta el 29 de noviembre, ante la Universidad de Columbia.
El techo inflable original fue reemplazado por un techo fijo con estructura de acero en 2020.
Carrier Corporation pagó $ 2,75 millones por los derechos de nombre perpetuos del estadio en 1979. Para la década de 2010, tales patrocinios se habían vuelto tan valiosos que la universidad hizo muchos intentos para salir de ese acuerdo. El 19 de mayo de 2022, la universidad anunció un nuevo contrato de patrocinio con el proveedor local de infraestructura de telefonía móvil JMA Wireless, y el estadio pasó a llamarse JMA Wireless Dome.

## Eventos
Ha albergado en 1988 y 1991 el campeonato de la NCAA de lacrosse, además de siete fases regionales de baloncesto, y el campeonato de la Big East Conference de 1981.
A lo largo de su historia ha albergado también innumerables conciertos de los grupos más importantes de la música actual. El artista que más veces ha actuado en el recinto ha sido Billy Joel, un total de siete ocasiones, seguido de The Rolling Stones con seis y Génesis con cuatro.